# Herbert Lippert (Sänger)
Herbert Lippert (* 7. Oktober 1957 in Linz, Österreich) ist ein österreichischer Opernsänger (Tenor).

## Leben
Herbert Lippert war Solist bei den Wiener Sängerknaben, studierte Musikpädagogik an der Universität in Wien und schloss mit Auszeichnung ab. Als Ensemblemitglied der Wiener Staatsoper hat er sich vor allem als Mozartsänger einen Namen gemacht. Er zählt zu den führenden lyrischen Tenören.
Zu seinen Förderern gehörten Sir Georg Solti und Wolfgang Sawallisch, unter deren Leitung zahlreiche Aufnahmen wie Die Schöpfung, Don Giovanni und Die Meistersinger von Nürnberg entstanden sind. Lippert arbeitete mehrfach mit den Dirigenten Nikolaus Harnoncourt, Franz Welser-Möst, Riccardo Muti, und Fabio Luisi zusammen.
2009/2010 hatte er Einspielungen und Konzerte mit Nikolaus Harnoncourt und dem Concentus Musicus, mit Riccardo Muti, mit Fabio Luisi und der Staatskapelle Dresden, mit Franz Welser-Möst und den Wiener Philharmonikern, sowie Opernauftritte an der Wiener Volksoper (Eisenstein) und an der Oper Graz (Stolzing, Alwa, Eisenstein)
Im Juni 2014 sprang er an der Wiener Staatsoper für den während der Vorstellung indisponierten Peter Seiffert im 2. Akt als Siegmund in Die Walküre ein und sang damit eine Rolle als Heldentenor. Am 15. November 2014 sang Lippert an der Wiener Staatsoper den Golizyn in einer Neuinszenierung der Chowanschtschina von Modest Mussorgsky.
Er ist verheiratet und hat fünf Kinder.

### Auszeichnungen
- 1997 wurde er für die Interpretation des David in den Meistersingern von Nürnberg mit dem Grammy Award ausgezeichnet.
- Österreichischer Musiktheaterpreis 2019 – Medienpreis[4]
- 2019: Verleihung des Berufstitels Österreichischer Kammersänger[5]

## Diskografie
Von Herbert Lippert liegt (Stand 2010) eine umfangreiche Diskografie mit weit über 300 Tonträgern vor. Als mustergültige Interpretationen gelten u. a.:
- Rolle des Tamino in Wolfgang Amadeus Mozarts Die Zauberflöte, 1994, geleitet von Michael Halász.
- Rolle des David in Richard Wagners Die Meistersinger von Nürnberg, 1996, geleitet von Georg Solti.